# GSC2715-651
GSC2715-651 — хімічно пекулярна зоря спектрального класу A2, що має видиму зоряну величину в смузі V приблизно  9,8.

## Пекулярний хімічний склад
Зоряна атмосфера GSC2715-651 має підвищений вміст 
Si
.